# 45580 Ренерасін
45580 Ренерасін (45580 Renéracine) — астероїд головного поясу, відкритий 10 лютого 2000 року.
Тіссеранів параметр щодо Юпітера — 3,329.